# Frederick York Powell
Frederick York Powell (4 janvier 1850 - 8 mai 1904) est un historien et érudit britannique.

## Biographie
Il est né le 4 janvier 1850 au 43 Woburn Place, Bloomsbury, Londres, fils de Frederick Powell, un marchand, et de sa femme Mary Powell, fille du Dr James Powell. Il fait ses études à la Manor House School de Hastings et à la Rugby School. Il s'inscrit à l'Université d'Oxford en 1868 en tant qu'étudiant indépendant, rejoignant l'année suivante Christ Church, où il obtient un diplôme de droit et d'histoire moderne en 1872 . Pendant son séjour à Oxford, il est membre de l'exclusive Stubbs Society.
Powell est admis au barreau du Middle Temple en 1874.
Il devient professeur de droit et tuteur de Christ Church, membre de l'Oriel College, délégué de la Clarendon Press, et en 1894, il est nommé professeur Regius d'histoire moderne à la suite de James Anthony Froude. En juin 1901, il reçoit un doctorat honorifique (LLD) de l'Université de Glasgow lors des célébrations du 450e anniversaire de l'université .
Powell est décédé le 8 mai 1904 à Staverton Grange, Banbury Road, Oxford, et est enterré à Wolvercote. Une partie de sa collection d'artefacts est déposée au Pitt Rivers Museum .
Powell s'est intéressé à la poésie française et Paul Verlaine, Stéphane Mallarmé et Émile Verhaeren ont tous donné des conférences à Oxford sous ses auspices. Il est aussi un fin connaisseur de l'art japonais. En politique, ses sympathies vont aux opprimés de toutes les nationalités ; il s'est lié d'amitié avec des réfugiés après la Commune, comptant parmi ses amis Jules Vallès l'auteur des Réfractaires ; et il est aussi un ami de Stepniak et de son entourage.
Powell est membre de la Folklore Society et en devient le président l'année de sa mort. Le journal de la société, qui a publié ses articles, imprime une nécrologie par Edward Clodd (en).

## Œuvres
Les contributions de Powell à l'histoire ne sont pas étendues, mais il est un enseignant particulièrement stimulant. Il a été attiré pendant ses années d'école par l'étude de l'histoire et de la littérature scandinaves, et il est étroitement lié au professeur Guðbrandur Vigfússon (décédé en 1889), qu'il aide dans son lecteur de prose islandais (1897), Corpus Poeticum Boreale (1887), et Origines Islandicae (1905), et dans l'édition des papiers du centenaire de Grimm (1886).